# 伊藤慶二
伊藤 慶二（いとう けいじ、1935年〈昭和10年〉10月19日 - ）は、日本の陶芸家、現代美術家。岐阜県土岐市出身で、同地で創作活動を続ける。本名の読みは「よしじ」。

## 来歴
岐阜県土岐郡和泉町大富（現・土岐市泉町）に次男として生まれる。二男二女の4人きょうだいだった。10歳で終戦を迎えた時に父から聞かされた「広島という町に原子爆弾が落とされ、何万人もの人間が亡くなった。」との話が強い記憶として残る。これが後の「HIROSHIMA」シリーズを創作するきっかけとなる。
1954年に岐阜県立多治見工業高等学校図案科を卒業して武蔵野美術学校（現・武蔵野美術大学）に進む。美術学校の油画科では森芳雄、山口長男、棟方志功らに学ぶ。1958年に武蔵野美術学校を卒業後は郷里へ戻り、加藤孝造の紹介により1960年から岐阜県陶磁器試験場（現・岐阜県セラミックス研究所）に勤めた。試験場では日根野作三に出会い、師事する。濱田庄司は日根野作三について「日本の陶磁器デザインの80％は日根野氏がつくられた」と賞賛の言葉をおくっている。日根野から学んだデザインを立体へ融合させることをめざして、1965年に30歳で試験場を退職し、窯元に入り陶工を始める。
その後、日常の器から立体的なオブジェの創作に取組み、国内外問わず個展、グループ展ともに多くの場で作品を発表する。1980年代に入るとオブジェの作風は、古代の神器にみる造形のようにきわめて強い簡潔な形として表現されていく。中でも1981年、46歳の時に第39回ファエンツア国際陶芸展にて買上賞となった「仏足のゆくえ」はその後、足（そく）としてシリーズ化される。やがて、そのフォルムは黒陶となり立体化しコンポジションとして完成を迎える。
1991年、56歳の時に、土から生まれる焼物の本質を問う「沈黙」シリーズをギャラリー・キャプション（岐阜県）にて発表する。作品について多くを語ることを嫌う伊藤らしいシリーズである。59歳の時にようやく抹茶碗を発表したが、これは日根野の教えをかたくなに守ったからである。
2002年、67歳の時には、ギャルリももぐさ（岐阜県）にて「尺度」シリーズを発表する。「尺度」とは距離を示す一方で伊藤の内を問うている「基準」でもある。2005年、70歳の時に自宅を改装し屋根裏部屋を絵画制作のためのアトリエとする。2008年、73歳からは2024年現在まで続くシリーズ「面」（つら）をギャルリももぐさ（岐阜県）にて発表する。
2011年、76歳の時、岐阜県美術館にて「伊藤慶二 こころの尺度」展が開催される。展覧会では伊藤の根幹をなす「HIROSHIMA」、「沈黙」、「尺度」シリーズの他、その変貌ぶりがファンを驚かせた「面」シリーズ、新たな展開を見せる「祈り」シリーズと広く紹介される。この展覧会はパラミタミュージアムでも開催された。
2011年の東日本大震災は、その後の創作活動に大きな影響を与える。翌年、福島県会津若松市にあるアルテマイスターにて「3.11 鎮魂」を開催し、展示はギャラリー数寄（愛知県）へも巡回する。。震災後の世の中の流れが復興一色になってしまった事に疑問を抱き、テーマを「鎮魂」とする。震災10年後の2021年にも同場所にて開催され、巡回もされている。
2013年、岐阜県現代陶芸美術館での「伊藤慶二展」は絵画、クラフト、造形作品の3つのテーマで構成される。78歳にて絵画を発表する初めての機会を得る。この時の作品展示も伊藤自身の空間構成によるものである。併せて、同時期に「日根野作三と薫陶を受けた7人」が催された。内容は伊藤の強い希望を踏まえて実施された。
2025年現在、どの団体にも所属せず活動をしている。しかし、美濃の若手作家からの信望は厚く2023年6月には建替えのため休館した樂翠亭美術館（富山県）にて「伊藤慶二と薫陶を受けた作家たち」が開催された。

## 受賞など
- 1978年 - 世界クラフト会議・日本クラフトコンペ　美術出版社賞受賞
- 1979年 - '79日本クラフト展　優秀賞
- 1981年 - ファエンツア国際陶芸展　買上賞
- 1989年 - 岐阜陶磁資料館（現・岐阜県現代陶芸美術館）美濃陶芸作品永年買上
- 2006年 - 岐阜県芸術顕彰
- 2007年 - 第4回円空大賞展　円空賞
- 2013年 - 地域文化芸術功労表彰
- 2017年 - 薬師寺　平成の至宝八十三選奉納
- 2017年 - 2016年度日本陶磁協会　金賞

## パブリックコレクション
日本
- 北海道立近代美術館
- アルテマイスター
- 東京国立近代美術館
- 石川県立九谷焼技術研修所
- 樂翠亭美術館
- 岐阜県美術館
- 岐阜県現代陶芸美術館
- 多治見市美濃焼ミュージアム
- パラミタミュージアム
- 滋賀県立陶芸の森
- 京都国立近代美術館
- 東京オペラシティアートギャラリー
- 菊池寛実記念 智美術館
- 愛知県陶磁美術館
- モザイクタイルミュージアム
- とうしん美濃陶芸美術館
- 南城美術館

日本国外
- エバーソン美術館（アメリカ合衆国）
- ホノルル美術館（アメリカ合衆国）
- ヘッチェンス美術館（ドイツ）
- ファェンツア陶磁器博物館（イタリア）
- アリアナ美術館（スイス）
- ニューサウスウェールズ州立美術館（オーストラリア）
- 世界陶磁器エキスポ財団（韓国）

## 外部サイト
- ギャルリももぐさ
- アルテマイスター
- 小山登美夫ギャラリー